# واگن سرپوشیده
واگن سرپوشیده (انگلیسی: The Covered Wagon) فیلمی در ژانر رمانتیک و وسترن به کارگردانی جیمز کروز است که در سال ۱۹۲۳ منتشر شد.

## بازیگران
- جی. وارن کریگان
- لوئیس ویلسون
- آلن هیل
- ارنست تورنس
- تالی مارشال
- چارلز استانتون اوگل
- گای الیور
- جیمز کروز
- فرانک آلبرستون
- تیم مک‌کوی
- اتل ویلز